# 汐凛セナ
汐凛 セナ（しおり せな、2001年8月11日 - ）は、日本の元プロレスラー。東京女子プロレス所属。

## 経歴
2019年4月6日、王子BASEMENT MONSTAR大会のリング上で「練習生シオリ（仮）」として紹介される。
12月22日、新年1月4日の後楽園ホール大会でデビューすることと、リングネームが汐凛セナとなることが発表される。
2020年1月4日の後楽園ホール大会において、猫はるな＆鈴芽組戦でデビュー。パートナーは桐生真弥。
2021年4月17日、後楽園ホール大会の対宮本もか＆遠藤有栖戦で宮本もかより自力初勝利。
4月24日、板橋グリーンホール大会の乃蒼ヒカリ戦をもって持病の療養専念のため東京女子プロレスを卒業。

## 人物
- 元々大日本プロレスのファンであり、以前から知り合いであった乃蒼ヒカリがプロレスデビューしたことに憧れ、2019年3月に東京女子に入門。デビュー時のコスチュームのデザインもヒカリによるものである。
- 同期（鈴芽・舞海魅星）の中では最後のデビューとなる。

## 得意技
チェックメイト
腕取り式の逆片エビ固め。初勝利時のフィニッシャー。
逆片エビ固め
スペースシップ
ロープを利用した駆け上がり式ブルドッキング・ヘッドロックからの巻き投げ。

## 入場曲
Berserk
作曲：マサキ